# 关门镇
关门镇，原为关门乡，是中华人民共和国四川省巴中市南江县下辖的一个乡镇级行政单位。2018年撤乡设镇。。区划代码改为511922126。

## 行政区划
关门镇下辖以下地区：
关门社区、宝峰村、长田坎村、石庙村、金银岩村、白果树村、柏垭子村、西厢咀村和擦耳岩村。